# 喬·丹堤
小喬瑟夫·詹姆士·丹堤（英語：Joseph James Dante Jr.，/ˈdɑːnteɪ/，1946年11月28日—）是一位美國男導演、製片人、剪輯師和演員。他的作品時常結合喜劇、奇幻和恐怖的元素，較著名的作品如獲得成功口碑的1984年電影《小精靈》及其續集《小精靈2》（1990年）。其他作品如《食人魚》（1978年）、《破膽三次》（1981年）、《衝向天外天》（1985年）、《驚異大奇航》（1987年）、《地獄來的芳鄰》（1989年）、《蟻人》（1993年）、《晶兵總動員》（1998年）及《樂一通反斗特攻隊》（2003年）。

## 作品列表
- 《電影狂歡（英语：The Movie Orgy）》（1968年；一部電影剪輯、商業廣告和電影預告片的彙編）
- 《好萊塢大道（英语：Hollywood Boulevard (1976 film)）》（1976年）
- 《食人魚》（1978年）
- 《搖滾學校（英语：Rock 'n' Roll High School）》（1979年；未掛名）
- 《破膽三次》（1981年）
- 《陰陽魔界（英语：Twilight Zone: The Movie）》（1983年；章節：「It's a Good Life」）
- 《小精靈》（1984年）
- 《衝向天外天（英语：Explorers (film)）》（1985年）
- 《驚異大奇航（英语：Innerspace）》（1987年）
- 《魔幻波（英语：Amazon Women on the Moon）》（1987年；章節：「Hairlooming」、「Bullshit or Not」、「Critics' Corner」、「Roast Your Loved One」、「French Ventriloquist's Dummy」、「Reckless Youth」）
- 《地獄來的芳鄰》（1989年）
- 《小精靈2》（1990年）
- 《蟻人（英语：Matinee (1993 film)）》（1993年）
- 《蹺家女孩（英语：Runaway Daughters (1994 film)）》（1994年；電視電影）
- 《第二次內戰（英语：The Second Civil War）》（1997年；電視電影）
- 《銀河大戰（英语：The Warlord: Battle for the Galaxy）》（1998年；電視電影）
- 《晶兵總動員》（1998年）
- 《樂一通反斗特攻隊》（2003年）
- 《呼救無門（英语：Trapped Ashes）》（2006年；章節：「Wraparound」）
- 《3D無底洞（英语：The Hole (2009 film)）》（2009年）
- 《我的屍控女友（英语：Burying the Ex）》（2014年）
- 《噩夢電影（英语：Nightmare Cinema）》（2018年；章節：「Mirare」）

## 延伸閱讀
- Nil Baskar, Gabe Klinger (Ed.): Joe Dante, FilmmuseumSynemaPublikationen Vol. 19, Vienna: SYNEMA - Gesellschaft für Film und Medien, 2013, ISBN 978-3-901644-52-8

## 外部連結
- 喬·丹堤在互联网电影资料库（IMDb）上的資料（英文）
- 在AllMovie上喬·丹堤的頁面（英文）
- Interview with Joe Dante, Part 1（页面存档备份，存于）, MUBI
- Interview with Joe Dante, Part 2（页面存档备份，存于）, MUBI